# Flusssystemnummer (Norwegen)
Die Gewässerkennzahl (REGINE-Nummer, norwegisch Vassdragsnummer) für hydrologische Einzugsgebiete in Norwegen ist ein Identifikator, der mit einem generischen Schlüsselbegriff alle Gewässer eindeutig bezeichnen kann.
Sie wurde eingeführt und wird gewartet vom norwegischen Direktorat für Wasserressourcen und Energie (NVE).
REGINE (REGIster over NEdbørfelt – „Register der Einzugsgebiete“) ist die nationale Datenbank für die hydrologischen Einzugsgebiete.
Form und Größe der REGINE-Einheiten werden durch Wasserscheiden und durch Knotenpunkte (Vereinigungen) von Flussläufen bestimmt (beispielsweise der Zusammenfluss mit wichtigen Nebenflüssen, Seen, Stauseen).
Die Aufschlüsselung zeigt auf diese Weise die Struktur des hydrologischen Systems.
REGINE ist gebietsbezogen, das heißt, es gibt Bereiche, die Registereinheiten genannt werden. Das ganze Land, und damit auch Wasserstraßen, ist im Register erfasst. Regine ist streng hierarchisch, das heißt, es besteht aus Eltern- und Kind-Einheiten. Es geschieht noch eine weitere Unterteilung ohne Folgen für den Rest des Registers.
Die REGINE-Nummer ist eine alphanumerische Code-Struktur. Es werden sowohl Buchstaben als auch Ziffern verwendet.
Um eine internationale Kommunikation zu erleichtern, werden die Buchstaben æ, ø und å nicht verwendet.
Auch die Buchstaben I und O sind ausgeschlossen, weil sie sich leicht mit den Zahlen 1 und 0 verwechseln lassen.
Der Buchstabe Z hat eine besondere Funktion: Er bezeichnet das gesamte Einzugsgebiet (und nur auf einer Ebene in der hierarchische Struktur). Dieser ist „Eigentümer“ (Eltern-Einheit) beziehungsweise den anderen Buchstaben auf der Hauptebene übergeordnet.
Die Ziffer 0 bezeichnet das entsprechende Haupt-, Küsten- oder Randgebiet. Diese ist „Besitzer“ aller anderen Ziffern auf der gleichen Hauptebene.
Die REGINE-Nummer hat eine einheitliche Struktur. Die ersten drei Positionen sind dem Flussgebiet vorbehalten.
In diesem Teil der REGINE-Nummer kommen nur Ziffern vor. Er wird mit einem Punkt vom Rest der REGINE-Nummer getrennt.
Somit wird die Fläche in Flussgebiete aufgeteilt. Jedes Flussgebiet besteht aus einem Z-Bereich, welcher das eigentliche Einzugsgebiet umfasst, und einem 0-Bereich, welcher auf der höchsten Ebene die angrenzenden Küstenbereiche beinhaltet, die dem Flussgebiet – zusätzlich zum Einzugsgebiet – zugeordnet werden.
Auf niedrigeren Hierarchie-Ebenen findet ebenfalls diese Zweiteilung statt, wobei dann der 0-Bereich alle Gebiete eines Teil-Flussgebietes umfasst, die nicht im Teil-Einzugsgebiet liegen.
Beispiele von Gewässerkennzahlen (REGINE-Nummern) sind:
| Gewässer / Einzugsgebiet | Gewässerkennzahl |
| ------------------------ | ---------------- |
| Glomma                   | 002.Z            |
| Renaelva                 | 002.JZ           |
| Rauma                    | 103.Z            |
| Stabburselva             | 223.Z            |
| Tanaelva                 | 234.Z            |